# 박정구
박정구(朴定求, 1937년 8월 10일~2002년 7월 13일)는 대한민국의 기업인이다.
금호아시아나그룹 박인천 초대 회장의 둘째 아들로 태어났다. 형인 박성용 금호아시아나그룹 제2대 회장의 뒤를 이어 1996년 그룹의 총수가 되었다.

## 학력
- 광주서석초등학교 졸업
- 광주제일고등학교 졸업
- 연세대학교 법학 학사

### 명예 박사 학위
- 전남대학교 경영학 명예박사
- 연세대학교 법학 명예박사

## 경력
- 한국경영자총협회 회장
- 1997년 : 전국경제인연합회 부회장
- 1996년 3월 : 금호아시아나그룹 회장
- 1995년 : (주)금호건설 사장
- 1994년 : 광주상공회의소 회장
- 1994년 : 대한상공회의소 회장
- 1989년 ~ 1996년 : 금호아시아나그룹 부회장
- 1981년 ~ 1989년 : 삼양타이어(현 금호타이어) 대표이사
- 1981년 : 죽호학원 (현 금호아시아나문화재단) 이사장
- 1978년 : 금호아시아나문화재단 이사장
- 1972년 ~ 1995년 : 광주고속(현 금호고속) 대표이사
- 1969년 : 광주여객자동차 (현 금호고속)
- 1965년 : 전남제사 상임감사
- 1963년 : 광주자동차 이사
- 1960년 : 삼양타이어공업 (현 금호타이어)  이사

## 가족관계
- 아버지 박인천(朴仁天, 1901.7.5 ~ 1984.6.16) : 금호아시아나그룹 창업회장, 금호고속 창업회장, 아시아나항공 창업회장 , 금호석유화학 창업회장, 금호건설 창업회장
- 어머니 이순정(李順貞, 1909.8 ~ 2011.5.12)
  - 형 박성용(朴晟容, 1932.2.17 ~ 2005.5.23) : 제2대 금호아시아나그룹 회장 · 前 광주과학기술원 이사장
  - 누나 박경애(1934 ~ ) : 삼화고속 회장 배영환의 부인
  - 아내 김형일(1944 ~ ) : 5선 국회의원 김익기의 딸(1916 ~ 1992)
    - 장녀 박은형(朴恩瑩, 1970 ~ )
    - 사위 김선협(金宣協 1968.8.15 ~ ) : 아도니스 CC & 아도니스호텔 대표이사, 김우중 대우그룹 회장의 차남
    - 차녀 박은경(朴恩慶, 1972 ~ )
    - 사위 장세홍(張世洪, 1966.10.1 ~ ) : 한국철강 대표이사, 한국철강 회장 장상돈 의 차남
    - 삼녀 박은혜(朴恩惠, 1974 ~ )
    - 사위 허재명(許栽銘, 1972 ~ ) : 일진소재 대표이사, 일진그룹 회장 허진규의 차남
    - 장남 박철완(朴哲完, 1978.12.14 ~ ) : 금호석유화학 상무보

  - 동생 박강자(朴康子, 1942.12.29 ~ ) : 금호미술관 관장
  - 동생 박삼구(朴三求, 1945.3.19 ~ ) : 금호아시아나그룹 회장
  - 동생 박찬구(朴贊求, 1947.8.13 ~ ) : 금호석유화학 회장
  - 동생 박현주(朴賢珠, 1952 ~ ) : 대상홀딩스 부회장
  - 동생 박종구(朴鍾九, 1957 ~ ) : 초당대학교 총장, (전 한국폴리텍대학 이사장) , (전 교육과학기술부 차관)

| 전임 박성용 | 제3대 금호아시아나그룹 회장 1997년 3월 ~ 2003년 7월 | 후임 박삼구 |